# Осташёвская волость
Осташёвская волость — волость в составе Можайского и Волоколамского уездов Московской губернии. До 1917 года входила в Можайский уезд, затем была передана в Волоколамский уезд, в составе которого и существовала до 1929 года. Центром волости было село Осташёво.
В 1919 году из Судниковской волости были переданы населённые пункты Ивановское, Клишино, Кузьминское, Малое Колышкино, Милованье, Новое Колышкино, Овнище, Сепелево, Свинухово, Скорякино, Спасское, Становище, Чертаново и Щекотово, а село Новлянское перешло в состав Бухоловской волости.
По данным 1921 года в Осташёвской волости было 15 сельсоветов: Дерменцевский, Жулинский, Иваньковский, Игнатковский, Кашиловский, Клетковский, Клишинский, Княжевский, Кузьминский, Кукишевский, Милованьевский, Осташёвский, Спасский, Становищенский, Таршинский.
В 1924 году из упразднённой Канаевской волости в Осташёвскую были переданы селения Внуково, Лазарево, Малое Сытьково, Прозорово, Трулиси и Чернево. В том же году из Спасского с/с был выделен Чертановский, из Клишинского — Ивановский. К Клишинскому с/с был присоединён Милованьевский с/с.
В 1925 году Кашиловский с/с был переименован в Тереховский, Жулинский — в Середниковский, Ивановский — в Щекотовский, Клетковский — в Васильевский, Иваньковский — в Бражниковский. Клишинский с/с был присоединён к Щекотовскому. Были образованы Овнищенский, Внуковский, Лукинский, Мало-Сытьковский, Прозоровский и Черневский с/с.
В 1926 году был образован Кашиловский с/с.
В 1927 году из части Середниковский с/с был переименован в Жулинский.
В 1929 году Лукинский с/с был переименован в Милованьевский.
По данным 1926 года в деревнях Внуково, Игнатково, Кашилово, Клишино, Кузьминское, Кукишево, Таршино, Чернево и сёлах Дерменцево, Княжево, Спасс имелись школы. В селе Осташёво размещались ветеринарный и агрономический пункты, суд, больница и библиотека.
В ходе реформы административно-территориального деления СССР в 1929 году Осташёвская волость была упразднена, а её территория вошла в состав Волоколамского района.